# Dobrodružství Jimmyho Neutrona, malého génia
Dobrodružství Jimmyho Neutrona, malého génia (v anglickém originále The Adventures of Jimmy Neutron, Boy Genius) je americký animovaný televizní seriál vysílaný v letech 2002–2006 na stanici Nickelodeon. Seriál vznikl podle předlohy filmu Jimmy Neutron z roku 2001 a dočkal se 61 dílů ve třech řadách. V letech 2010–2013 byl vysílán jeho spin-off Planet Sheen. Seriál byl vysílán v Česku na Nickelodeonu (2010-2012, celý seriál) a na prima Comedy Central (2015-2016, celá první řada a prvních pět dílů z druhé řady).

## Obsazení
| Debi Derryberry  | Jimmy Neutron |
| Megan Cavanagh   | Judy Neutron  |
| Jeffrey Garcia   | Sheen Estevez |
| Rob Paulsen      | Carl Wheezer  |
| Carolyn Lawrence | Cindy Vortex  |
| Mark DeCarlo     | Hugh Neutron  |